# Hanseboot
Die Hanseboot (Eigenschreibweise hanseboot) war eine internationale Bootsmesse in Hamburg. Die Messe fand von 1961 bis 2017 im jährlichen Turnus Ende Oktober auf dem Hamburger Messegelände statt und galt als Universalausstellung für Segel- und Motorboote sowie Surf- und Tauchzubehör. Veranstalter war die Hamburg Messe und Congress GmbH.

## Geschichte
Am 12. Januar 1961 öffnete die 1. Bundes-Fachausstellung – Das Sport- und Gebrauchsboot in der Parkanlage Planten un Blomen in Hamburg ihre Pforten. Sie hatte 5000 Besucher, die in einer Halle Produkte von 65 Ausstellern ansehen und kaufen konnten. Wegen Terminwechsels vom Frühjahr auf den Herbst fand die Messe 1971 zweimal statt. 1985 bekam die Hamburger Bootsausstellung den neuen Namen Hanseboot und ein neues Logo. 1991 erhielt sie ihren eigenen Hafen im Zentrum der Hansestadt am Baumwall.
2013 fand die 54. Hanseboot vom 26. Oktober bis 3. November statt. Insgesamt stellten 525 Aussteller auf 23.307 Quadratmetern Netto-Ausstellungsfläche ihre Produkte und Anwendungen aus. An den neun Messetagen kamen 74.890 Besucher, davon rund 3.500 aus dem Ausland.
2016 stellten auf der 57. Hanseboot vom 29. Oktober bis 6. November insgesamt 522 Aussteller auf 23.624 m² Netto-Ausstellungsfläche aus. Es nahmen 62.821 Besucher teil, davon rund 2.000 aus dem Ausland.
2017 fand die Hanseboot mit der 58. Veranstaltung vom 28. Oktober bis zum 5. November letztmals statt. Der Veranstalter sah aufgrund mangelnden Interesses und sinkender Ausstellerzahlen keine wirtschaftliche Basis für eine Zukunft der Messe. Der ursprüngliche Ableger hanseboot ancora boat show in Neustadt in Holstein im Frühjahr bleibt unter geändertem Namen aber erhalten.
Der Deutsche Boots- und Schiffbauer-Verband (DBSV) startete 2018 mit der Hamburg Boat Show den Versuch, die Tradition einer norddeutschen Schiffsmesse am gleichen Ort fortzusetzen.